# Convento de Porta Coeli (Sevilla)
El convento de Santo Domingo de Porta Coeli de Sevilla (Andalucía, España) fue fundado en el siglo XV por los dominicos. Fue desamortizado en 1835.

## Historia

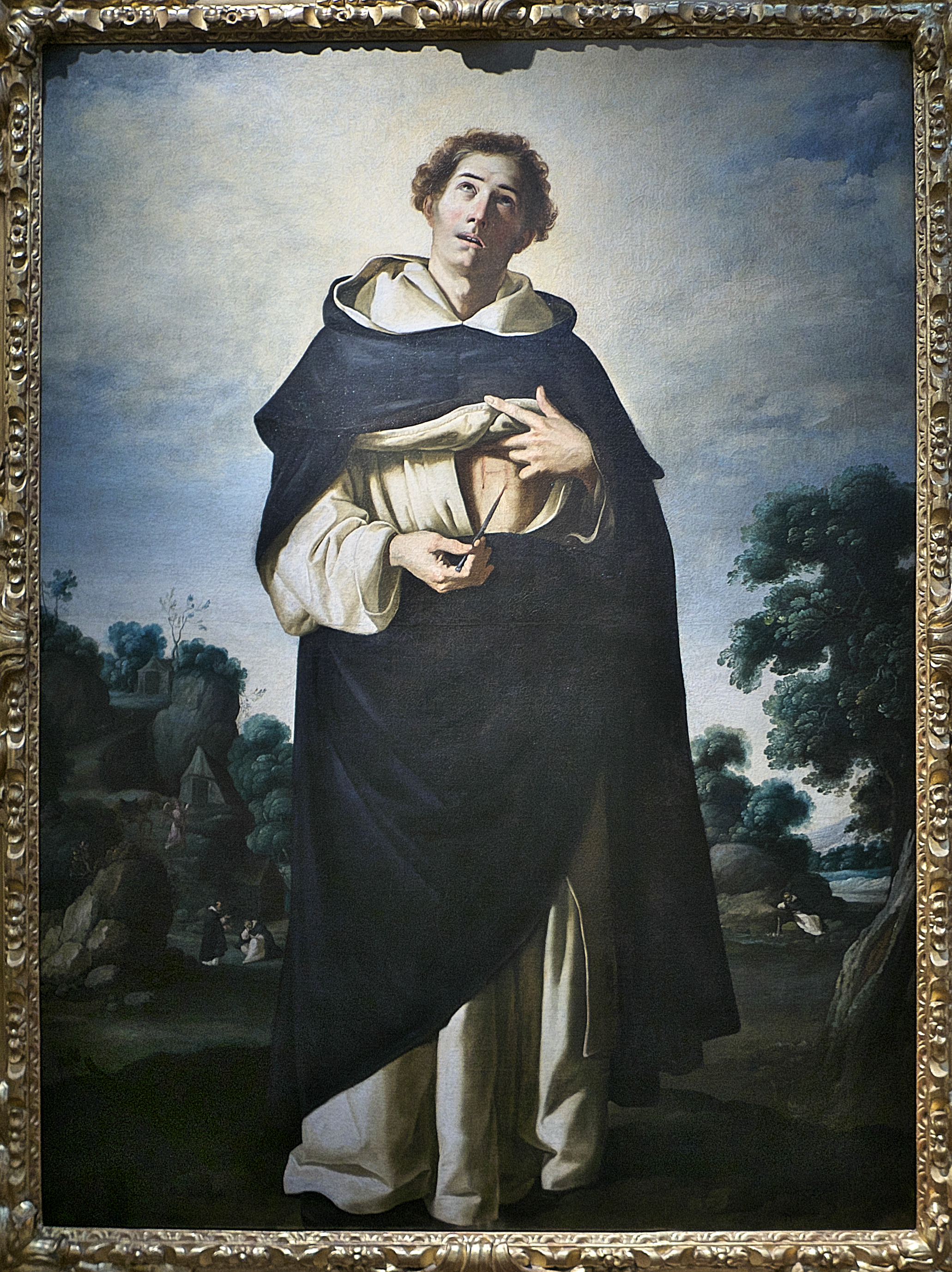
Beato Enrique Susón, de Francisco de Zurbarán, actualmente en el Museo de Bellas Artes de Sevilla

El fraile dominico fray Álvaro de Zamora (también conocido como Álvaro de Córdoba), quiso volver a los principios pobreza y predicación del origen de la orden. Abandonó su catedral en Valladolid y sus servicios en la corte del rey Juan II para fundar el Convento de Santo Domingo de Scala Coeli en Córdoba. A partir de 1420 visitó Sevilla en varias ocasiones para predicar y recaudar fondos para el convento cordobés.
Según Alonso Morgado, durante las estancias en Sevilla de fray Álvaro y sus compañeros, estos se hospedaban en una casa que estaba en la huerta del Rey. Según Diego Ortiz de Zúñiga se hospedaban en la ermita de Santo Domingo, en la huerta del Rey, donde fundaron el Convento de Santo Domingo de Porta Coeli con los mismos principios que el convento cordobés. Uno de los compañeros de Álvaro era Rodrigo de Valencia.
Rodrigo de Valencia era un fraile dominico del Convento de San Pablo y fue confesor del rey Enrique III cuando el monarca visitaba Sevilla. La fundación del Convento de Porta Coeli tuvo lugar a mediados del siglo XV. Rodrigo fue el primer prior. En 1457, Juan de Monsalve, maestresala de Enrique IV y de los Reyes Católicos, recibió de Juan II la huerta del Rey y le donó unos terrenos y una dotación de agua de los caños de Carmona a este convento.
Tras el fallecimiento de Rodrigo de Valencia, en 1462, fue sucedido por fray Juan de Santa Marina y, a partir de 1468, el prior fue el padre Cudriñas.
En 1478 los Reyes Católicos aumentaron esta dotación de agua de los caños de Carmona. Alfonso Enríquez, almirante de Castilla, costeó la construcción del claustro, el refectorio y la sala de capítulos del convento y el comienzo de la construcción de su iglesia. Alonso Enríquez, en su testamento de 1482, legó al convento 50.000 maravedíes para la compra de libros de filosofía, teología y otros temas religiosos.
En 1490 Fadrique Enríquez de Ribera, almirante de Castilla y I marqués de Tarifa, costeó la finalización de la construcción de la iglesia como agradecimiento por la intercesión de santo Domingo de Guzmán, a quien se encomendó en el sitio de Tarifa.
En 1512 el maestro general de la orden, Tomás de Vio Cayetano, dotó al convento de una hospedería para que se alojasen los frailes que esperaban para embarcar hacia América.
En 1757 había en él treinta y tres religiosos. En 1803 el número era de siete.
En la epidemia de peste negra que hubo en la ciudad en el 1800 el ayuntamiento puso en el convento un lazareto.
El convento fue desamortizado en 1835. El inmueble fue usado como curtiduría y su huerta fue usada por particulares. No se conserva nada de él.
Se encontraba al final de la calle Santo Domingo de la Calzada, en donde actualmente está el Colegio del Inmaculado Corazón de María-Porta Coeli (o Portaceli), de los jesuitas.

## Patrimonio procedente del convento

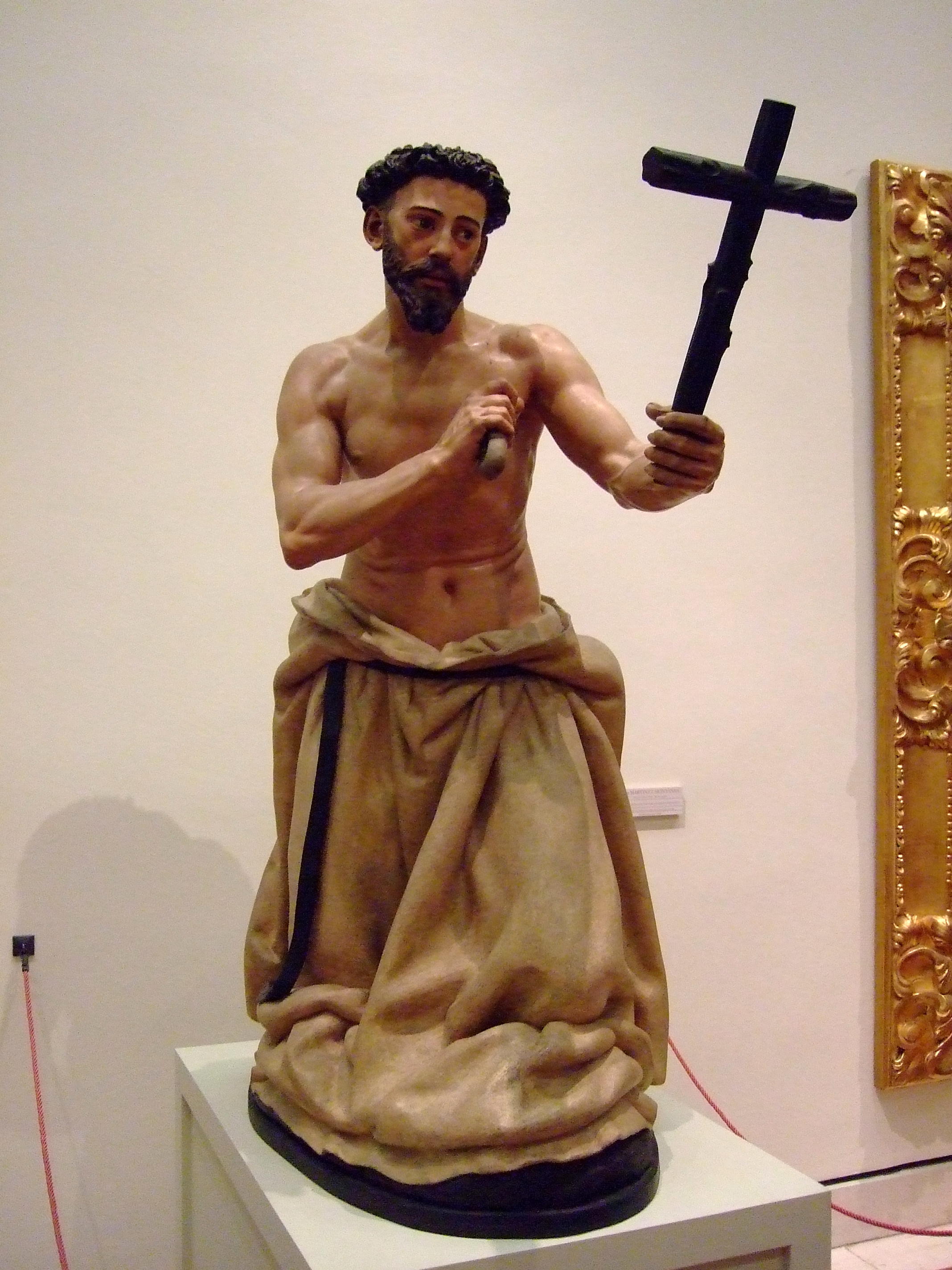
Santo Domingo penitente. Juan Martínez Montañés, 1605-1609. Museo de Bellas Artes de Sevilla. Se encontraba en el altar mayor de la iglesia del convento

El retablo mayor de la iglesia, realizado por Juan Martínez Montañés entre 1605 y 1609, se encuentra en paradero desconocido.
En el centro del primer cuerpo había una estatua de Santo Domingo de Guzmán penitente, en el centro del segundo cuerpo un relieve de la Asunción de la Virgen María y en el centro del tercer cuerpo un relieve de la Santísima Trinidad.
La estatua de Santo Domingo penitente, realizada por Martínez Montañés entre 1605 y 1609 y policromada por Francisco Pacheco, se encuentra en el Museo de Bellas Artes de Sevilla.
Los relieves de la Asunción de la Virgen María y de la Santísima Trinidad pasaron a la Iglesia de San Bernardo. El incendio de la Iglesia de San Bernardo provocado en 1936 por grupos anticlericales destruyó el relieve de la Asunción de la Virgen María y del de la Santísima Trinidad solo se conservaron algunos ángeles que se encontraban en la peana del Cristo y una mano del Padre Eterno sosteniendo la bola del mundo, que se encuentran en una colección particular de Sevilla.
De este convento, el Museo de Bellas Artes de Sevilla conserva los cuadros del Beato Enrique Susón y San Luis Beltrán, realizados por Francisco de Zurbarán entre 1638 y 1640.